# Somervell County
Das Somervell County ist ein County im Bundesstaat Texas der Vereinigten Staaten. Das U.S. Census Bureau hat bei der Volkszählung 2020 eine Einwohnerzahl von 9.205 ermittelt. Der Verwaltungssitz (County Seat) ist Glen Rose.

## Geographie
Das County liegt etwa 120 km nordöstlich des geographischen Zentrums von Texas und hat eine Fläche von 497 Quadratkilometern, wovon 12 Quadratkilometer Wasserfläche sind. Es grenzt im Uhrzeigersinn an folgende Countys: Hood County, Johnson County, Bosque County und Erath County.

## Geschichte
Ursprünglich war die Region hauptsächlich von den Caddo und Tonkawa besiedelt. Gelegentlich durchzogen Apachen und Comanchen die Gegend. Die ersten europäischen Siedler, die sich hier niederließen, waren die Barnard-Brüder, die in den späten 1840er Jahren einen Handelsposten gründeten. Um die 1860 errichtete und heute noch stehende Barnard’s Mill („Barnard’s Mühle“) entstand eine kleine Siedlung.
Somervell County wurde 1875 nach einer Volksabstimmung aus Teilen des Hood County gebildet. Zuvor hatten sich die Bewohner über die Isolation vom Verwaltungssitz und seinem Markt beklagt. Benannt wurde das County nach Alexander Somervell (1796–1854), einem Offizier der texanischen Revolution, der unter anderem in der Belagerung von Béxar und Schlacht von San Jacinto kämpfte. 1842 war er Führer der letztendlich erfolglosen Somervell Expedition, die sich gegen die mexikanische Besetzung von San Antonio richtete.

## Demografische Daten

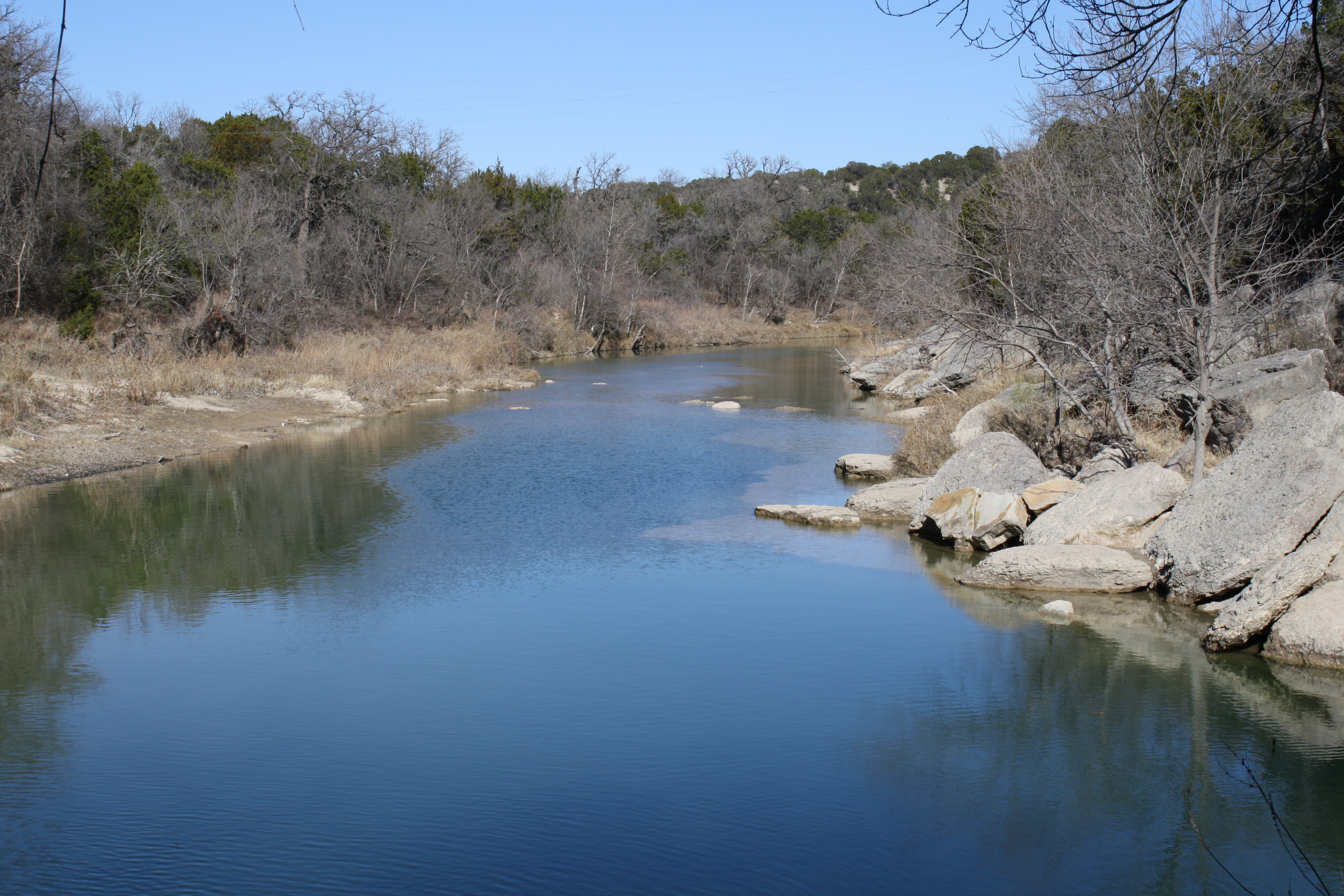
Der Dinosaur Valley State Park

Nach der Volkszählung im Jahr 2000 lebten im Somervell County 6.809 Menschen in 2.438 Haushalten und 1.840 Familien. Die Bevölkerungsdichte betrug 14 Einwohner pro Quadratkilometer. Ethnisch betrachtet setzte sich die Bevölkerung zusammen aus 92,19 Prozent Weißen, 0,28 Prozent Afroamerikanern, 0,69 Prozent amerikanischen Ureinwohnern, 0,26 Prozent Asiaten, 0,01 Prozent Bewohnern aus dem pazifischen Inselraum und 5,11 Prozent aus anderen ethnischen Gruppen; 1,45 Prozent stammten von zwei oder mehr Ethnien ab. 13,44 Prozent der Einwohner waren spanischer oder lateinamerikanischer Abstammung.
Von den 2.438 Haushalten hatten 37,4 Prozent Kinder oder Jugendliche, die mit ihnen zusammen lebten. 61,7 Prozent waren verheiratete, zusammenlebende Paare, 9,6 Prozent waren allein erziehende Mütter und 24,5 Prozent waren keine Familien. 21,3 Prozent waren Singlehaushalte und in 9,2 Prozent lebten Menschen im Alter von 65 Jahren oder darüber. Die durchschnittliche Haushaltsgröße betrug 2,73 und die durchschnittliche Familiengröße betrug 3,17 Personen.
28,4 Prozent der Bevölkerung war unter 18 Jahre alt, 7,7 Prozent zwischen 18 und 24, 26,8 Prozent zwischen 25 und 44, 23,7 Prozent zwischen 45 und 64 und 13,3 Prozent waren 65 Jahre alt oder älter. Das Durchschnittsalter betrug 37 Jahre. Auf 100 weibliche Personen kamen 99,6 männliche Personen und auf 100 Frauen im Alter von 18 Jahren oder darüber kamen 95,9 Männer.

Das jährliche Durchschnittseinkommen eines Haushalts betrug 39.404 USD, das Durchschnittseinkommen einer Familie betrug 46.458 USD. Männer hatten ein Durchschnittseinkommen von 32.463 USD, Frauen 23.381 USD. Das Prokopfeinkommen betrug 18.367 USD. 6,1 Prozent der Familien und 8,6 Prozent der Einwohner lebten unterhalb der Armutsgrenze.

## Kultur und Sehenswürdigkeiten

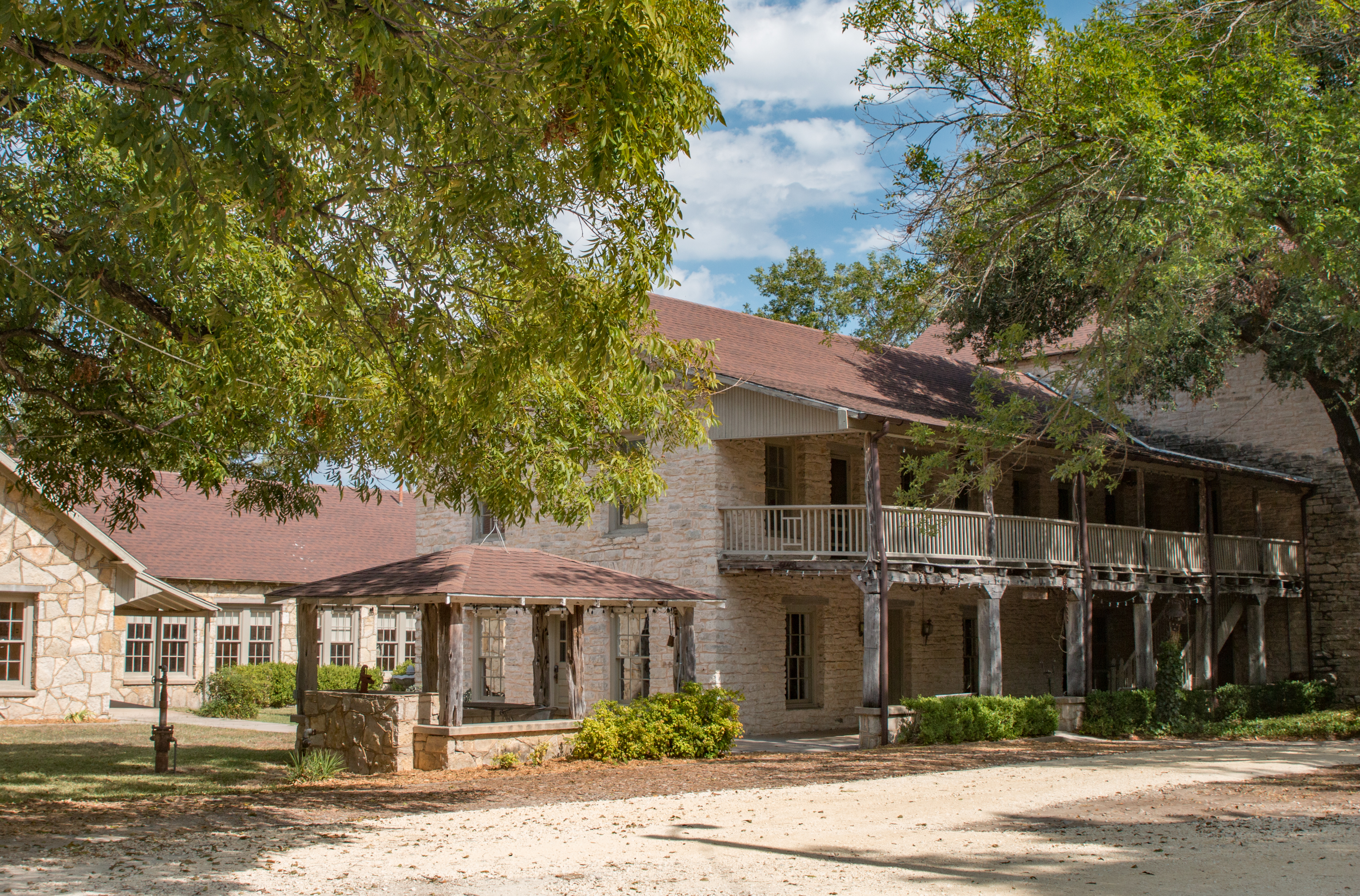
Barnard’s Mill (2019). Dieses Gebäudeensemble wird seit September 1982 im NRHP geführt.

Drei Bauwerke und ein historischer Bezirk (Historic District) sind im National Register of Historic Places („Nationales Verzeichnis historischer Orte“; NRHP) eingetragen (Stand 14. Dezember 2021), neben der Barnard’s Mill sind dies das Somervell County Courthouse, der Oakdale Park und der Glen Rose Downtown Historic District.

## Städte und Gemeinden
- Glen Rose
- Nemo
- Rainbow